# Vachtang Blagidze
Vachtang Germanovič Blagidze (in georgiano ვახტანგ ბლაგიძე?; Chochkhati, 23 luglio 1954) è un ex lottatore georgiano, fino al 1991 sovietico, specializzato nella lotta greco-romana.

## Palmarès
- Giochi olimpici

Mosca 1980: oro nei 52 kg.
Mondiali
Città del Messico 1978: oro nei 52 kg;
Oslo 1981: oro nei 52 kg;
Europei
Sofia 1978: oro nei 52 kg;
Prievidza 1982: oro nei 52 kg;
- Universiadi

Sofia 1977: oro nei 52 kg;